# BAR 347 (schip, 1976)
De BAR 347 is een pijpenlegger die in 1976 werd gebouwd door de RDM voor Brown & Root. Het was de culminatie van de eerste twee generaties pijpenleggers, geschikt voor dubbele pijpsecties (double-joints), zeven volautomatische lasstations en drie spanrollen (tensioners) om spanning op de pijpleiding te houden tijdens het leggen. Met een pijpencapaciteit van zo'n 20.000 ton was het de grootste pijpenlegger van die tijd, wat het ponton de naam superbarge gaf. Het ontwerp voorzag in pijpleidingen tot 36 inch (0,91 m) tot een waterdiepte van ruim 300 meter.
Hoewel ontworpen voor de Noordzee, vertrok het na oplevering richting de Golf van Mexico. Al voor de oplevering was gebleken dat voor de ruwe omstandigheden op Noordzee een ponton minder geschikt was dan een halfafzinkbaar platform. De eerste pijpenlegger volgens dit concept was de Choctaw I van Santa Fe uit 1969. Deze werd gevolgd door de Choctaw II in 1974, de Viking Piper in 1975 en de Semac I in 1976.
Brown & Root had met Oceanic Contractors en Sedco als het consortium Bos Company een opdracht gegeven aan de RDM voor de bouw van een dergelijke halfafzinkbare pijpenlegger onder bouwnummer 339. De kosten van dit type pijpenlegger lagen echter wel aanmerkelijk hoger, zodat het consortium ontbonden werd voordat de BOS I gebouwd was.
Brown & Root bleef daarna met de BAR 347 vasthouden aan het ponton-concept, alleen dan groter. Nadat anderen de stap naar het halfafzinkbare concept wel hadden gemaakt, was de BAR 347 echter nog weinig competitief op de Noordzee. Om hier wel concurrerend te kunnen blijven, kocht Brown & Root in 1979 de Choctaw II en in 1982 de Semac I.
In de Golf van Mexico legde de BAR 347 in 1976-77 het High Island Offshore System (HIOS), met 42 inch de grootste diameter in de Golf tot dan toe. In 1978 werd pijpleiding gelegd voor Bombay High, waarna ander werk in Azië volgde.